# Alpaida quadrilorata
Alpaida quadrilorata là một loài nhện trong họ Araneidae.
Loài này thuộc chi Alpaida. Alpaida quadrilorata được Eugène Simon miêu tả năm 1897.